# 瑟切爾鄉 (哈爾吉塔縣)

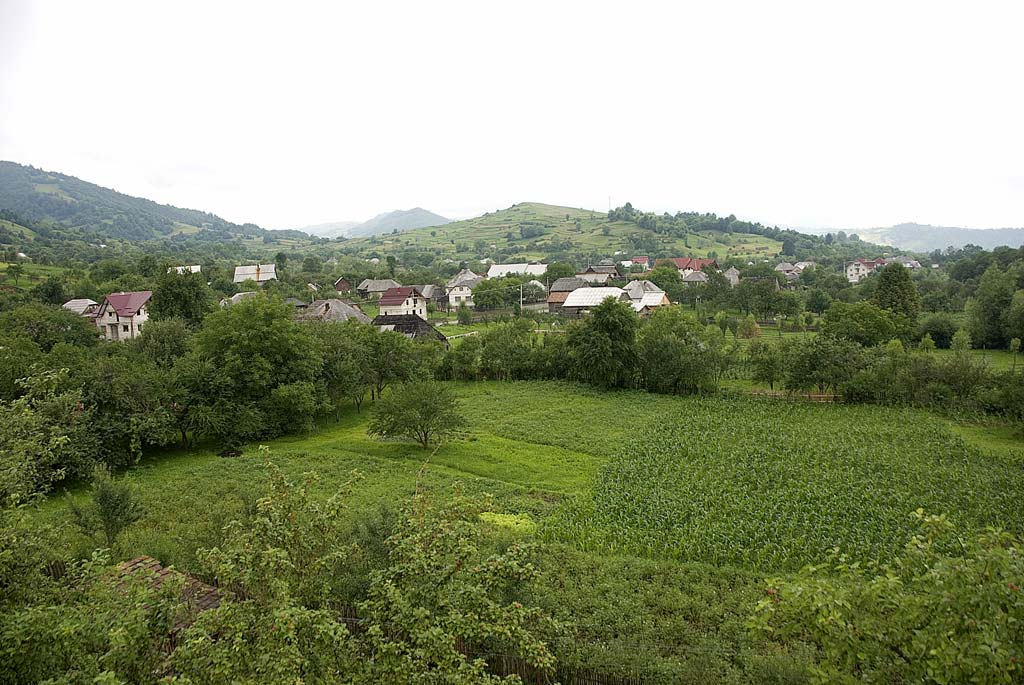

46°18′0″N 25°56′0″E / 46.30000°N 25.93333°E
瑟切爾鄉（羅馬尼亞語：Comuna Săcel, Harghita），是羅馬尼亞的鄉份，位於該國中部，由哈爾吉塔縣負責管轄，面積77平方公里，海拔高度484米，2007年人口1,347，人口密度每平方公里17人。